# Kasteel-klooster Ter Loo

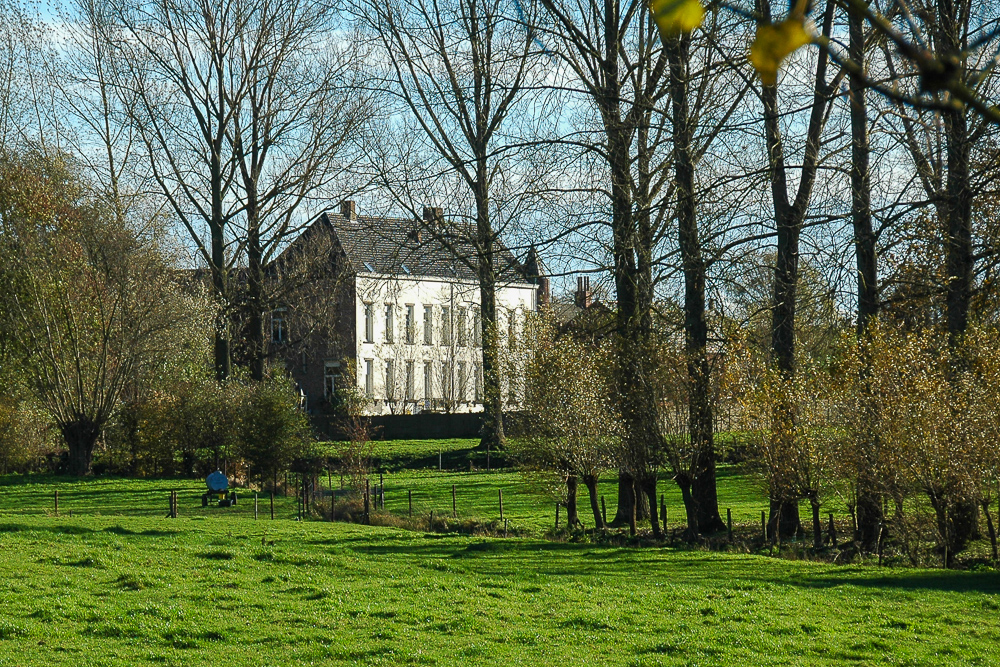
Kasteel-klooster Ter Loo, middenvleugel gezien vanuit de omgeving

Het kasteel-klooster Ter Loo is een historische locatie gelegen in de Kareelstraat in Bellingen (Pepingen) en speelde een belangrijke rol in de lokale geschiedenis. Het gebouwencomplex had in de loop der tijd verschillende functies. Aanvankelijk was het de privéwoning (kasteel) van notabelen, daarna werd het achtereenvolgens gebruikt als een boerderij, klooster, opvangtehuis, internaat en school. Momenteel is het een ontmoetingscentrum.

## Oorsprong van de naam Ter Loo
“Loo” wil zeggen: een met struiken en bomen begroeid drassig gebied, redelijk open omdat het er nat is. Ter Loo is laag gelegen in de nabijheid van de Bellingenbeek. Het kreeg ooit de naam “verdronken kasteel”.

## Geschiedenis

### Eerste vermelding
Ter Loo is een oude heerlijkheid. De eerste vermelding van Ter Loo vinden we in een oorkonde uit 1215, waarin de toenmalige heer van Edingen, Engelbertus II, eigendommen schenkt aan de priorij (later abdij Cantimpré van Bellingen) die enkele jaren voordien opgericht werd. Er werd drie dagwand land uit het allodium Lo geschonken. Ter Loo was dus een allodium of eigen bezit. De naam Loo komt vaak voor en wil zoveel zeggen als een met struiken en bomen begroeid drassig gebied met een open structuur. Ter Loo ligt in een vallei, ten noorden ingesloten door de steile Karenberg en langsheen de oude baan van Halle naar Geraardsbergen (14e eeuw). Deze baan staat nog aangegeven op oude legerkaarten en was een belangrijke verkeersweg. Deze vertrok te Halle aan het winket of poterne (een van de Halse stadspoorten, net voorbij de Sint-Katharinapoort), volgde de Vanbeverenstraat, om vervolgens langs het traject van de huidige Ninoofse steenweg ter hoogte van Scheysingen (Wolvendries) doorheen Beert te trekken over Kattenhol langsheen de huidige Kareelstraat en zo verder naar Kester toe. Vanaf Kattenhol volgde de baan een oude Romeinse heerweg tot Kester want daar liep de Romeinse hoofdweg die vanuit Bavai vertrok en naar de Rupelstreek liep via Asse. De naam Kareelstraat werd later gegeven omwille van de kareelovens die er zouden gestaan hebben om de bakstenen te bakken voor de bouw van de Onze-Lieve-Vrouwkerk van Bellingen en de adbij Cantimpré van Bellingen. Toen in de 18e en 19e eeuw de wegen van en naar Halle verhard werden viel deze oude baan van Halle naar Geraardsbergen hierbuiten, wat erop wijst dat deze weg aanzienlijk aan belang had ingeboet.

### Ter Loo en de 17e en 18e eeuw
Ter Loo deed in de 17e eeuw ook tijdelijk dienst als refugiehuis voor geestelijken. Nicolas Bernier was de 31e abt van de nabijgelegen Augustijnen abdij Cantimpré van Bellingen en werd aangesteld op 5 maart 1635. Kort na zijn aanstelling brak de pest uit in de streek. Ook de abdij werd getroffen en de abt overleed aan de ziekte in 1636. De kanunniken vertrokken uit de abdij en een delegatie kreeg onderdak in Ter Loo. Wie Ter Loo bewoonde is eigenlijk maar goed geweten vanaf de 17e eeuw. Heer van Ter Loo was toen Frans Van der Haeghen. Hij stierf in 1698 en zijn grafzerk is te zien in de sacristie van de Onze-Lieve-Vrouwkerk van Bellingen. Hij werd er samen begraven met zijn echtgenote Petronelle Pyl die overleed in 1694. Ook na de Franse revolutie  verbleef er een congregatie paters die op de vlucht waren in Ter Loo. Vanaf de 18e eeuw werd Ter Loo bewoond door adellijke families. Ter Loo komt in het bezit van de familie Wargny (afstammelingen van Van der Haeghen) en de familie van der Noot. Leonard van der Noot was burgemeester van Brussel en verbleef ook in het landelijke Bellingen. Op het einde van de 18e eeuw behoort Ter Loo toe aan de familie Popelaire. Baron Jean-Baptiste Joseph Louis Popelaire de Terloo (1810-1870) was in zijn tijd een bekend ontdekkingsreiziger. Hij liet het kasteel grondig herstellen in de jaren 1847-1848, met het doel om werklieden uit het streek aan het werk te zetten. Hij stierf in Algiers en ligt, samen met zijn vrouw, begraven op het kerkhof van Bellingen. Rond 1870 werd het gebouw gekocht door een landbouwers familie en werd Ter Loo een kasteel/boerderij. Nadien werden de gebouwen niet meer onderhouden en raakten in verval. Vele vertrekken bleven onbewoond.

### Ter Loo in de 19e en 20e eeuw

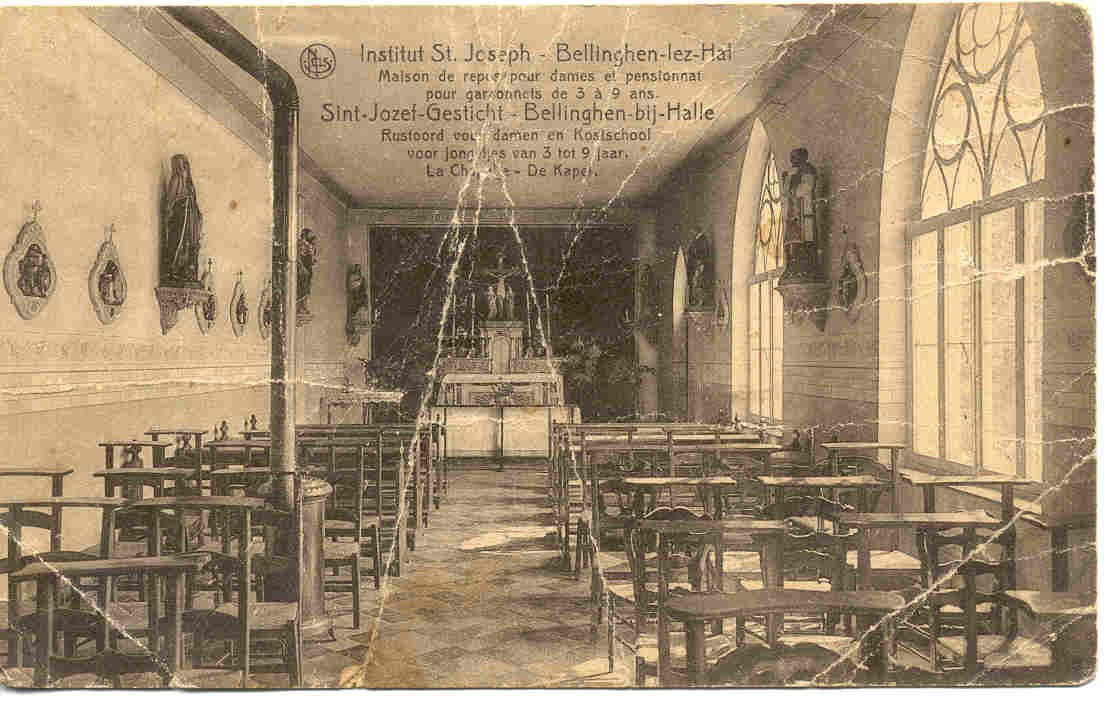
De voormalige kapel van de zusters Heilige Vincentius a Paulo in kasteel-klooster Ter Loo tijdens de jaren 1930

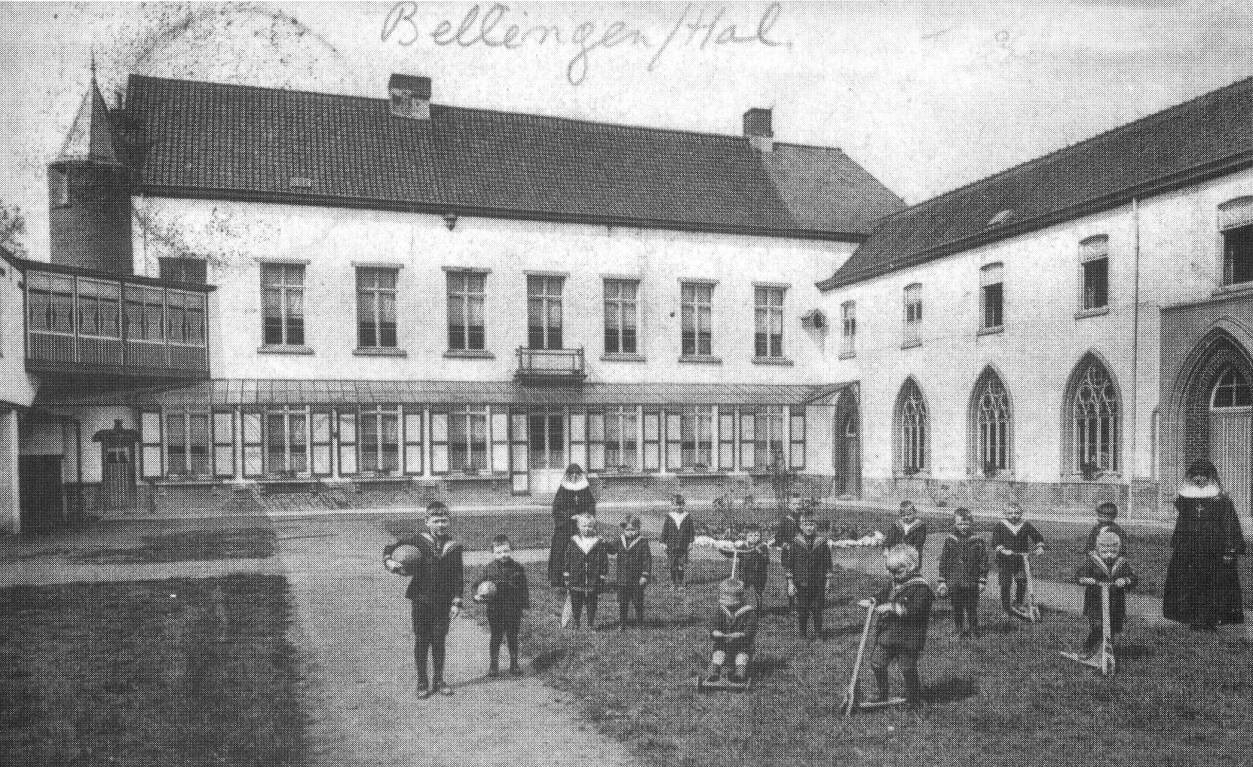
Binnenkoer van het voormalige institut Saint Joseph pour de garçonettes. Ter Loo in de jaren 1930

Tot in 1918, het einde van de Eerste Wereldoorlog, kregen behoeftige gezinnen de toelating om er zich te vestigen aangezien het gebouw leegstond. In 1920 werd E.H. Kestens pastoor van Bellingen. Hij vond het onderwijs in de gemeente totaal verwaarloosd. Door het grote aantal gezinnen was de gemengde gemeenteschool sterk overbevolkt en er was geen kleuterklas. Pastoor Kestens liet verbouwingen uitvoeren en startte met een kleuterklas. In 1923 ging de lagere meisjesschool van start en komen de zusters van de Heilige Vincentius a Paulo zich hier vestigen om de onderwijstaken mee te verzorgen. De school werd erkend door de gemeente in 1925. In mei en juni 1925 werden belangrijke werken uitgevoerd. Een Halse aannemer bouwde een overdekte galerij op de binnenkoer waarvan de kosten gedragen werden door de voormalige zijdefabriek Fabelta uit Tubeke. Het gebouw met alle aanhorigheden werd door de zusters aangekocht in 1928. Rond 1935 werd het kasteel-klooster geteisterd door een zware overstroming. Toen dit enkele jaren later opnieuw gebeurde werden er verdere verbeteringen aangebracht zoals brede roosters en ondergrondse buizen. Zo kreeg het kasteel-klooster ooit de naam van “het verdronken kasteel”. Vermits er plaats genoeg was fungeerde Ter Loo in die periode eveneens als bejaardentehuis. Nadien werd het een pensionaat voor jongens, Institut Saint Joseph pour garçonettes geheten. Er verbleven meer dan 60 kinderen van 3 tot 9 jaar. In 1963 schakelden de zusters over op een tehuis voor kinderen met sociale gedragsproblemen, “Huize Ter Loo” dat zich intussen los van het kasteel-klooster heeft ontwikkeld. De zustercongregatie was intussen serieus afgeslankt, slechts een beperkt aantal zusters bleef over. In 1990 werden ze teruggeroepen naar het hoofdklooster in Sint-Denijs-Westrem. Hierdoor kwamen de gebouwen opnieuw leeg te staan. De lokale gemeenschap ijverde om dit patrimonium te behouden als ontmoetingscentrum en hierdoor ook het voortbestaan van de lokale vrije lagere basisschool te kunnen garanderen. In 1994 werd het kasteel-klooster te koop gesteld en aangekocht door de Parochiale Werken van Halle (nu VPW dekenaat Lennik). Vzw Bellingahaim, een heemkundige kring opgericht in 1990 ontfermde zich van in het begin over dit erfgoed en organiseerde acties om geld in te zamelen om het gebouw te onderhouden en eventueel te kunnen aankopen. Dit gebeurde door de uitgave van publiciteitskranten, de verkoop van boeken, litho’s, medaillons in keramiek met de Heilige Drogo (Drogo van Sebourg) enz. Bellingahaim werd beheerder omdat deze vereniging het grootste deel van de nodige fondsen voor de aankoop inzamelde. De lagere school van Bellingen kocht de voorliggende gebouwen (voormalige koetshuis en conciërgewoning) met de speelplaats. Bellingahaim beheert het overige gedeelte, waaronder ook de lokalen waarin het voormalige B.L.O.-schooltje een onderkomen vond.

### Ter Loo in de 21e eeuw
Naast de functie als school is het kasteel-klooster Ter Loo een belangrijk ontmoetingscentrum geworden dat ten dienste staat van de lokale verenigingen. Verschillende muziekgroepen, een zangkoor en een schildersatelier hebben er hun onderkomen of repetitielokaal. Er vinden tal van activiteiten en vergaderingen van verenigingen plaats. In de tuin van het kasteel-klooster werden petanque banen, een speeltuin en een speelweide aangelegd waar de buurtbewoners gebruik van mogen maken. De zuidvleugel van het gebouw werd, in samenwerking met het OCMW van Pepingen, ingericht als opvangcentrum voor mensen met minder kansen in de maatschappij of vluchtelingen. De noordvleugel van het gebouw wordt vooral tijdens de zomermaanden aan een aantal verenigingen en jeugdgroepen aangeboden als kampplaats van waaruit Pepingen en het Pajottenland verkend kunnen worden. De salons in de middenvleugel staan ten dienste van gebruikers en verenigingen voor diverse gelegenheden en activiteiten. In 2008 verwerft Bellingahaim een erfpacht van 40 jaar van het gehele complex. De vzw staat verder in voor het beheer, het onderhoud en exploiteert het complex als sociale ontmoetingsplaats. Door deze erfpacht is het ook mogelijk om verdere investeringen en grondige renovaties te doen aan het gebouw op langere termijn. Kasteel-klooster Ter Loo is de locatie voor de jaarlijkse Drogofeesten en de uitvalsbasis van de daar bijhorende Drogo-ommegang op de derde zondag na Pinksteren. In Ter Loo vindt ook al 20 jaar de grote multidisciplinaire tentoonstelling, Kunst in het Dorp, plaats waarbij de kunstwerken geïntegreerd worden in de verschillende ruimtes van het kasteel-klooster en de tuinen van het gebouwencomplex.

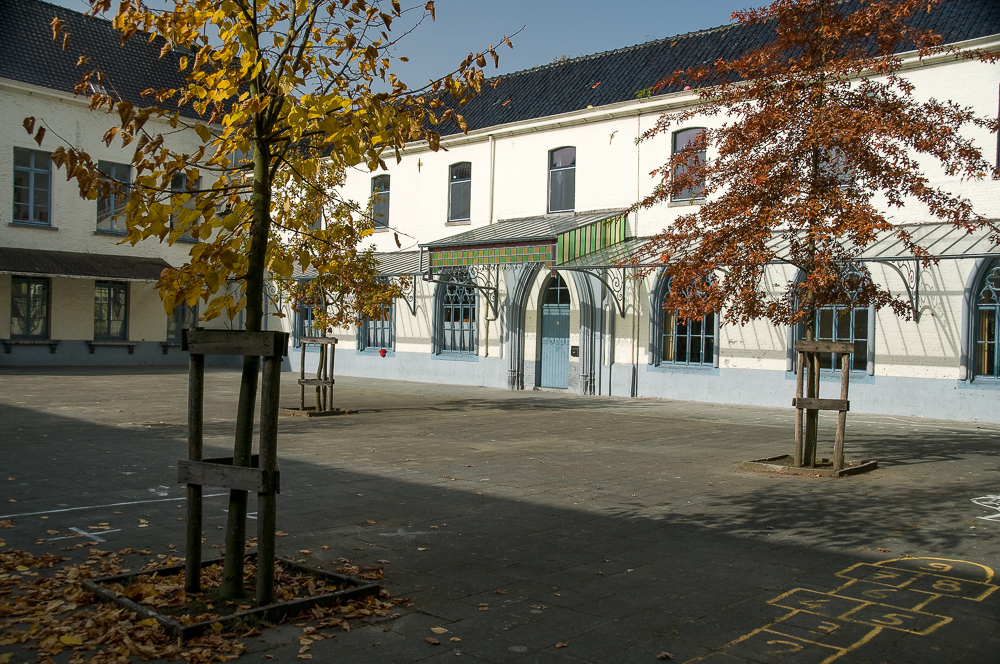
Binnenkoer
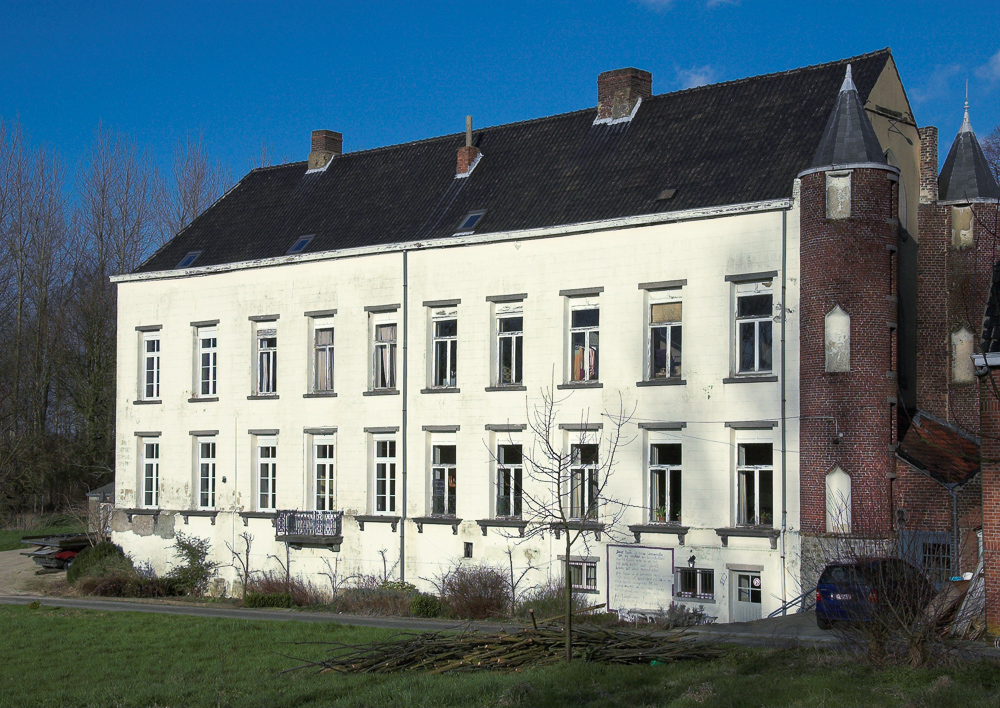
Middenvleugel gezien vanuit de tuin
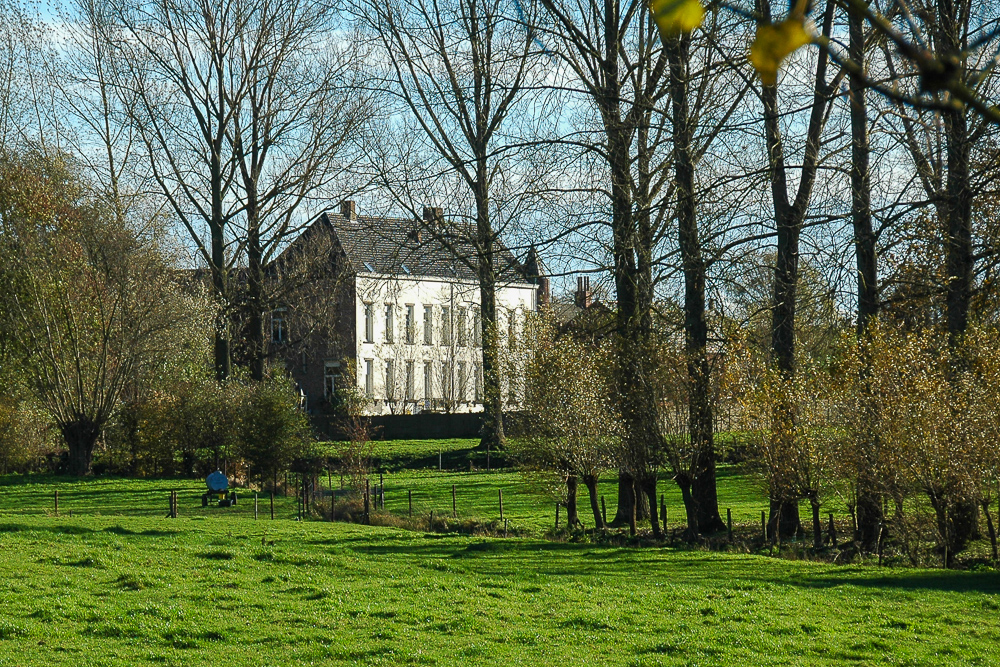
Middenvleugel gezien vanuit de omgeving
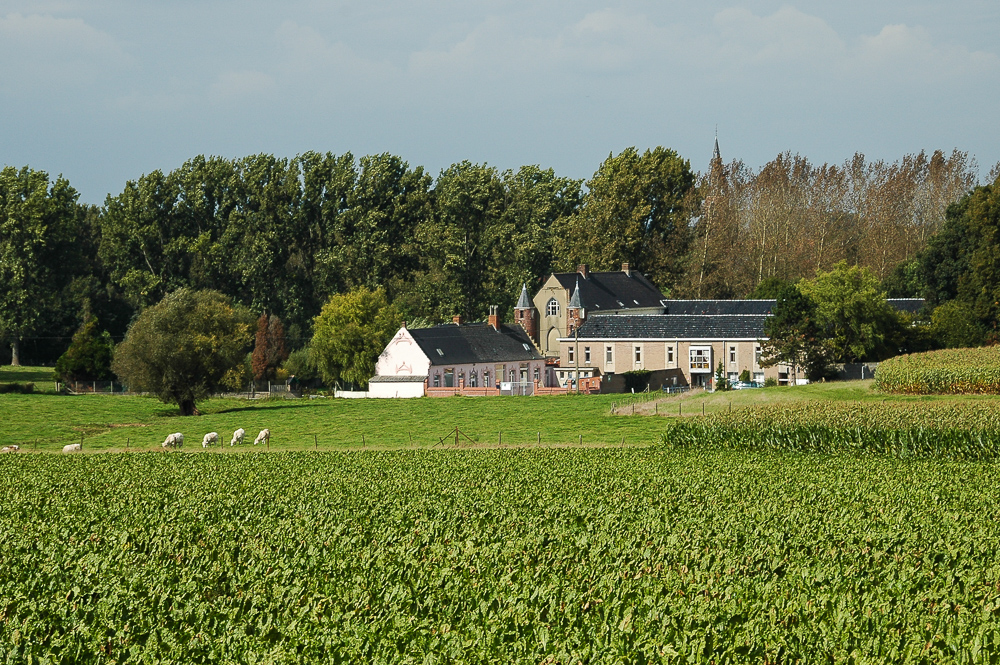
Zuidvleugel en voormalige conciërge woning

## Bouwkenmerken
Het grondplan van de gebouwen had de vorm van een P. Heel het gebouw was in vierkante vorm en besloeg ongeveer één hectare. Het langste gedeelte wordt gevormd door de vroegere conciërgegebouwen. Hier bevonden zich ook het koetshuis en de paardenstallen. Deze gebouwen vormen nu de vrije basisschool Spring in ‘t Veld. Daarachter was het eigenlijke kasteel met twee ronde hoektorens aan de zuidkant. Hier treffen we Moorse nissen aan onder een spits dak dat voordien veel hoger was en voorzien was van kantelen. Een brand heeft deze verdieping verwoest. Waarschijnlijk moest men zich in die tijd verdedigen tegen legerbenden in de grensstreek tussen de graafschappen Vlaanderen, Brabant en Henegouwen. De toegangswegen naar het domein waren afgezoomd met notelaren en bij de hoofdingang stonden twee gebeeldhouwde leeuwen in arduin. Links van het gebouw was er een grote moestuin en een vijver. Het oude kasteel had een eigen kapel, evenwel niet de kapel die later door de zusters werd ingericht. Het kasteel-klooster onderging in de loop der tijd verschillende aanpassingen en uitbreidingen. Hierdoor is er geen eenduidige bouwstijl merkbaar maar resulteert het geheel eclectisch met neoklassieke, neogotische en art deco kenmerken. Naar alle waarschijnlijkheid zijn er bij de aanpassingen ook stenen overblijfselen van de verdwenen abdij Cantimpré van Bellingen verwerkt zoals deurportalen of arduinsteen. Onder de ramen treffen we fraaie arduinen consoles aan. In de vertrekken van de benedenverdiepingen (de middenvleugel) vinden we prachtig barok stucwerk met fruit en vegetatieve decoraties aan het plafond. Op de kelderverdieping van de middenvleugel bevond zich de keuken van het kasteel-klooster. Hier zijn het enorme gietijzeren kookfornuis en de liften om de gerechten naar de salons te brengen nog zichtbaar. Deze ruimte is heringericht als vergaderkelder. Ter Loo wordt gekenmerkt door een omsloten binnenkoer die langs drie zijden voorzien is van een gerenoveerd glazen afdak met mooie gekrulde ijzeren consoles. De open zijde van de binnenkoer grenst aan een tuin met een Mariabeeld. Op de binnenkoer staan 2 lindebomen en 2 eiken waarvan 1 moeraseik. De noordelijke vleugel vertoont langs het binnenhof spitse portiekvensters en halfreliëfs. Aan de buitenzijde heeft men een zaal met verdieping aangebouwd en nog enkele kleinere vertrekken. De achterzijde van de noordelijke vleugel is gebouwd in art deco stijl. De imposante hall bevat een monumentale trap met mooie kleurglasramen en typische art deco betegeling. Op een van de glasramen is een vogelnestje zichtbaar dat symbool staat voor de opvang en opvoeding van de kinderen door de zusters van de Heilige Vincentius a Paulo in het voormalige Institut Saint Jospeh pour garçonettes tijdens de jaren 30. Opmerkelijk is ook de driehoekige geometrische vormgeving in de achterdeur. Op de bovenverdieping zijn op de houten vloer de patronen van de “chambrettes” in de voormalige slaapzaal van het pensionaat nog te zien. De vroegere kapel van de zusters werd omgebouwd tot refter voor de kinderen van de vrije basisschool. De gotische vormen van de ramen en het altaar in travertijn zijn zichtbare en tastbare herinneringen. De achtergang en de nabijgelegen ruimtes zoals de vroegere kapel van de zusters en de refter van het pensionaat (nu turnzaal) waren ooit het decor van de filmopnames voor de prestigieuze Vlaamse televisiereeks Ons geluk naar de boeken van Gerard Walschap. Kasteel-klooster Ter Loo was in het  begin van de jaren 90 de vaste uitvalsbasis van de filmploeg voor de opnames in de dorpen Bellingen, Beert en Bogaarden. In 1935 werd een bijkomende vleugel aan de zuidelijke kant gebouwd (vandaar de F-vorm) om te voorzien in klaslokalen en slaapvertrekken voor de zusters. Zo ontstond de binnenkoer.

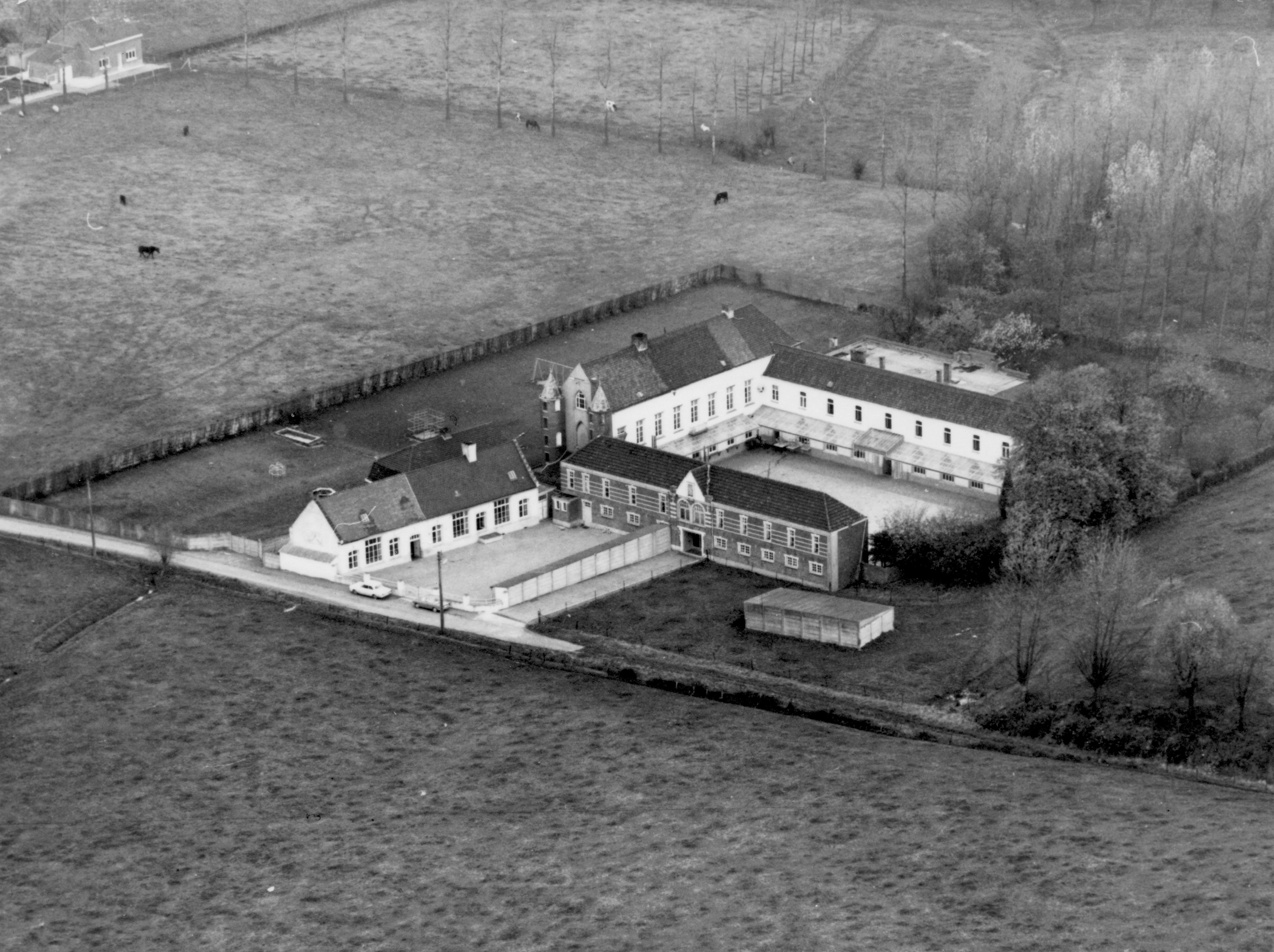
Luchtfoto kasteel-klooster Ter Loo met F vormig grondplan
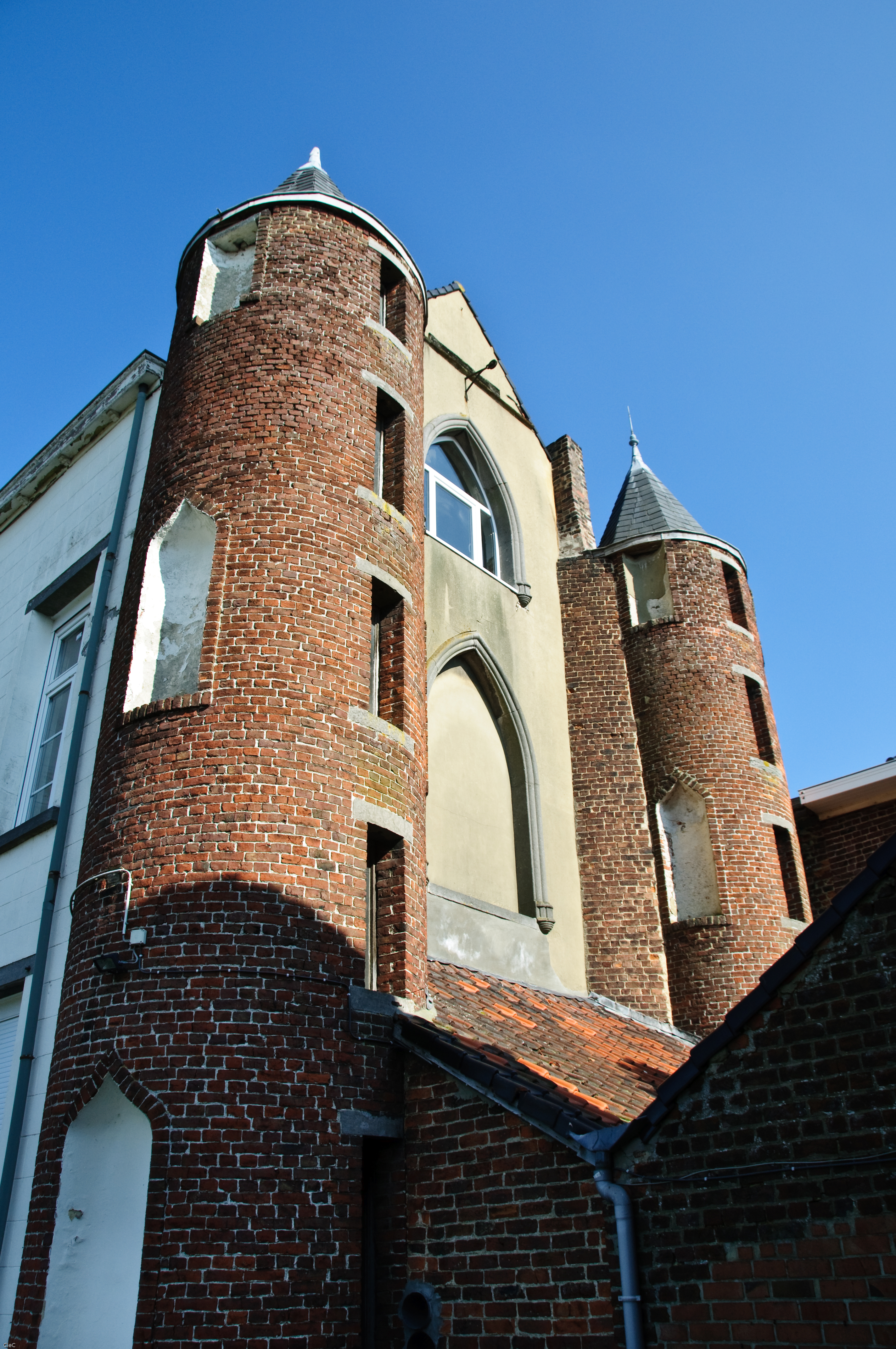
De torens met Moorse nissen aan de middenvleugel
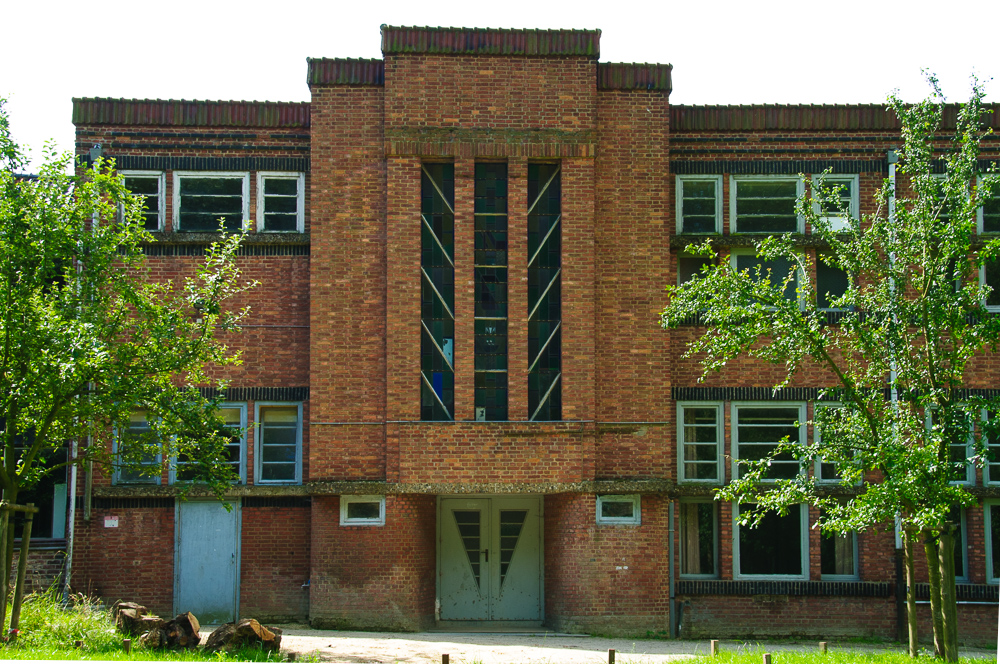
De art deco achtergevel aan de noordkant met glasramen
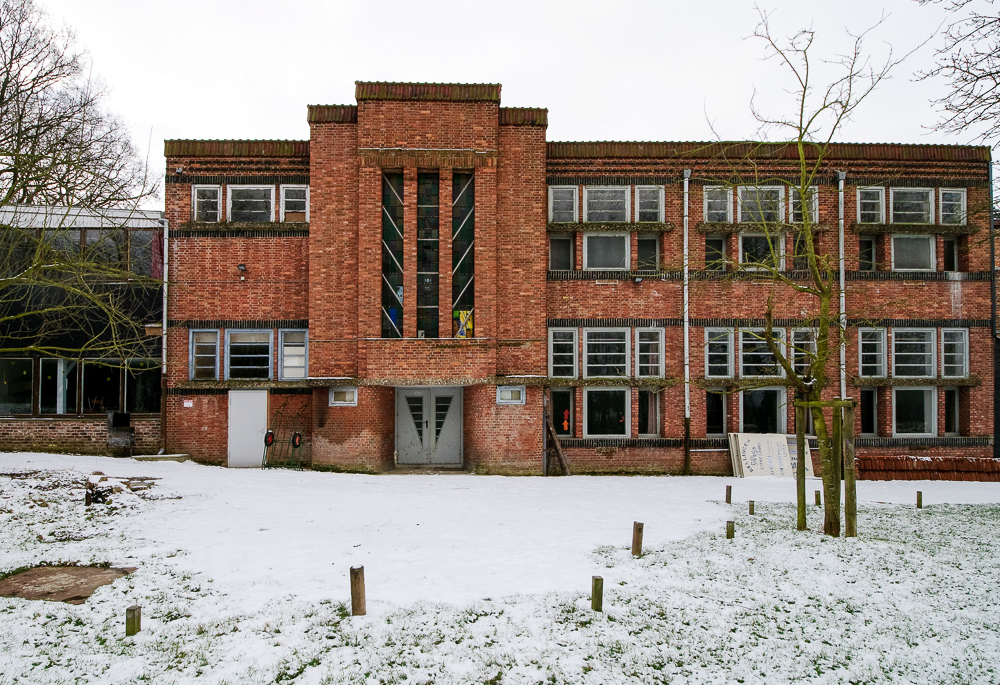
De art deco achtergevel aan de noordkant gezien vanuit de tuin
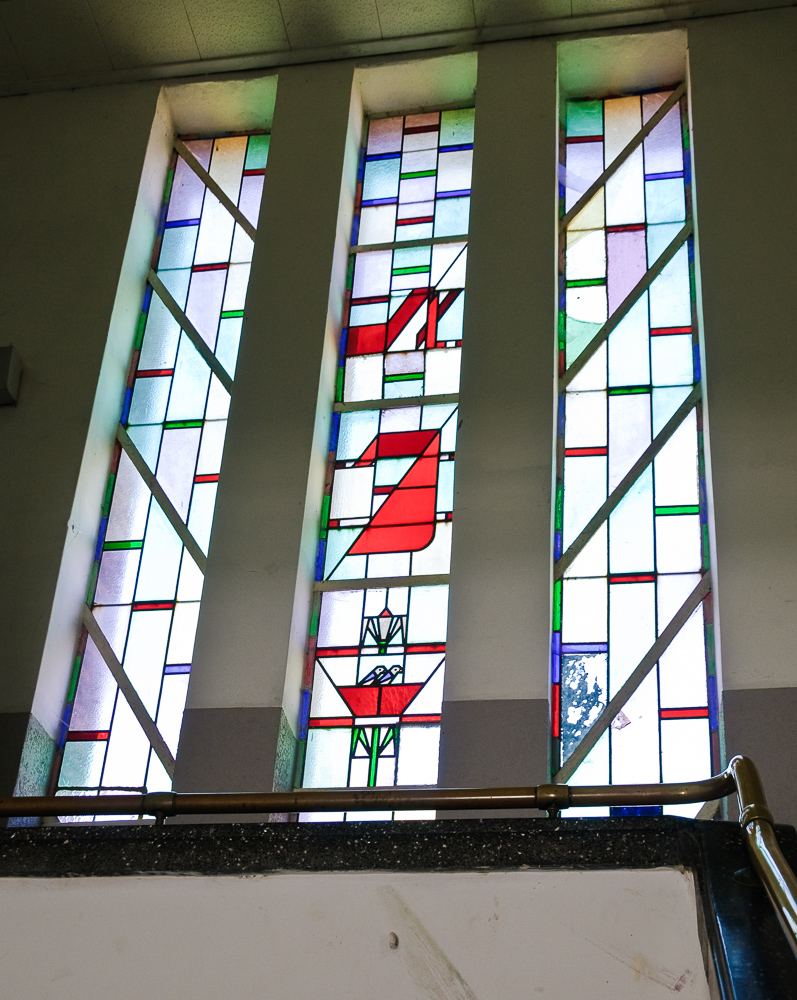
De art deco glasramen met vogelnestje in de noordvleugel van kasteel-klooster Ter Loo
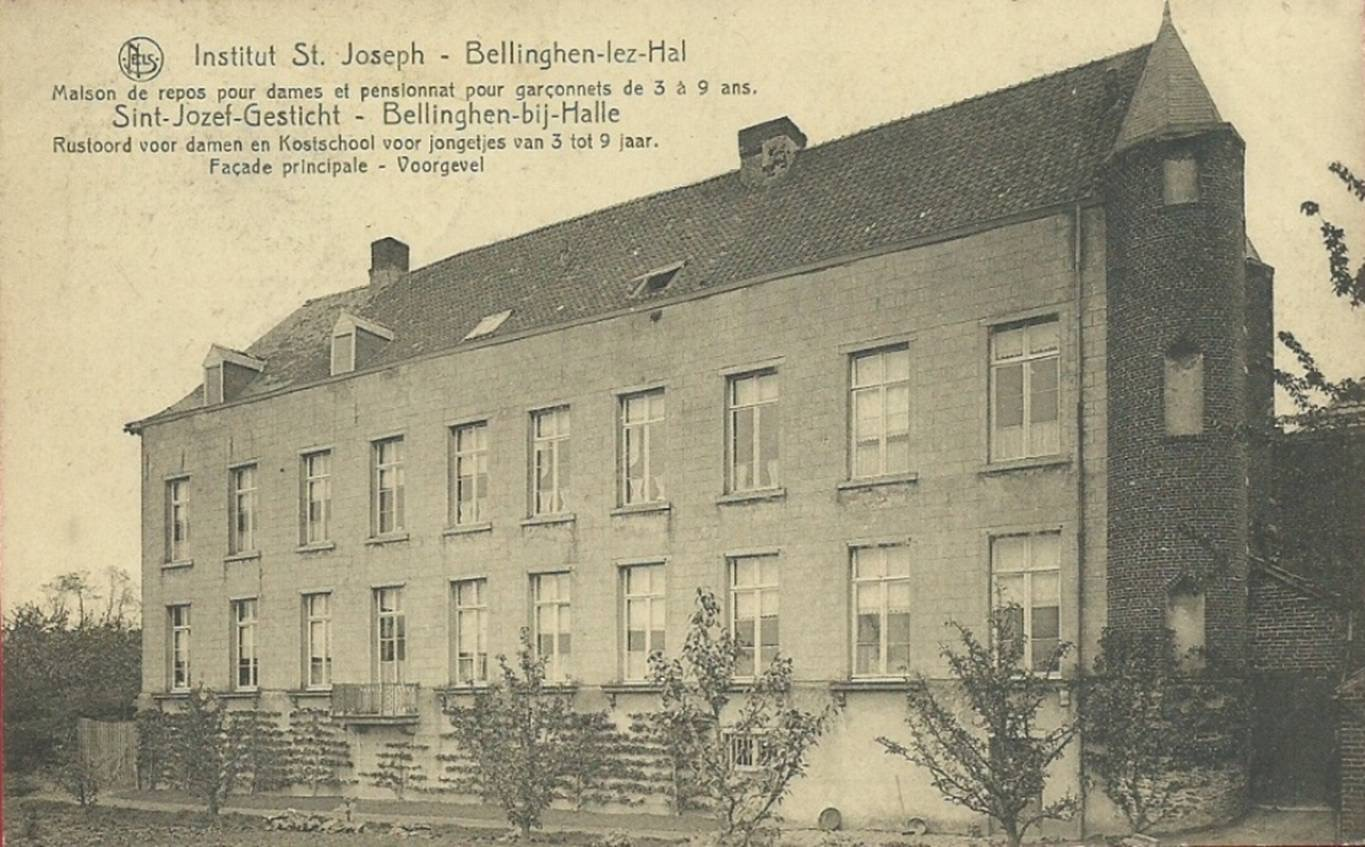
Middenvleugel gezien vanuit de tuin. Ter Loo in de jaren 1930
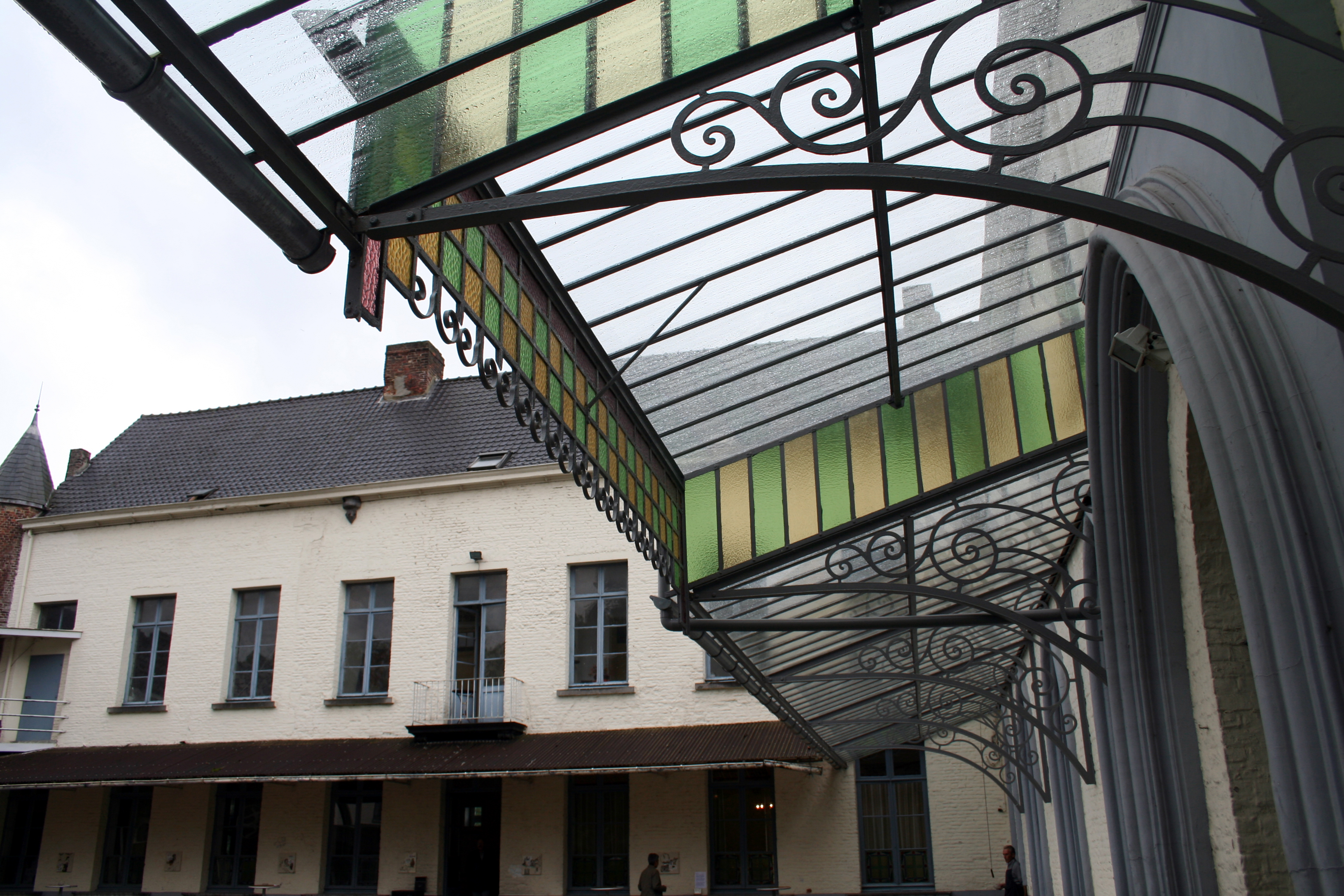
Zicht op de midden vleugel gezien vanop de binnenkoer
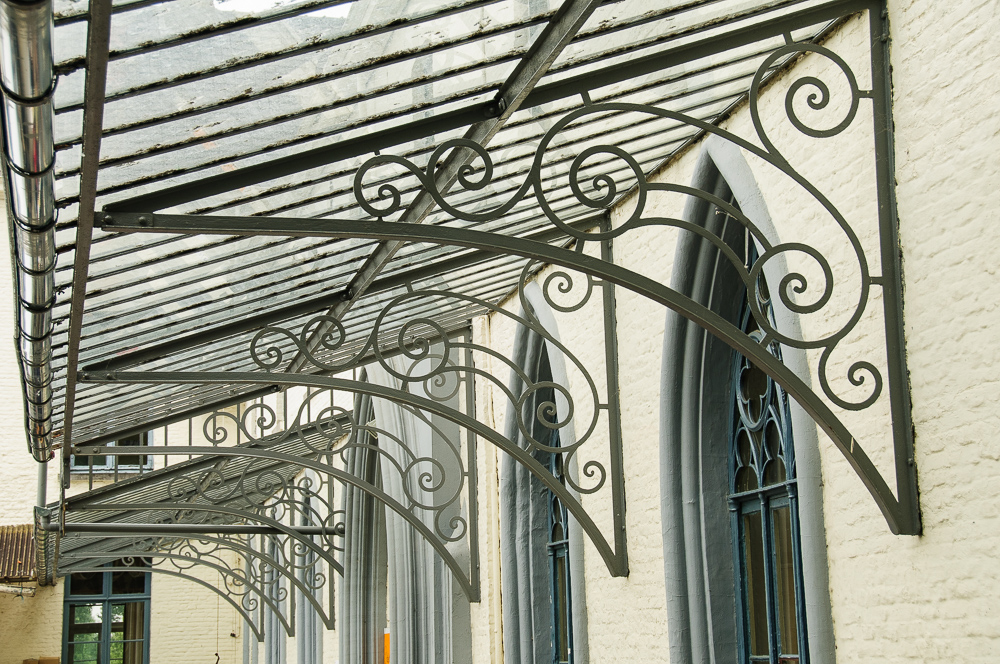
Binnenkoer aan de noordvleugel met neogotisch spitsbogen en decoratieve consoles
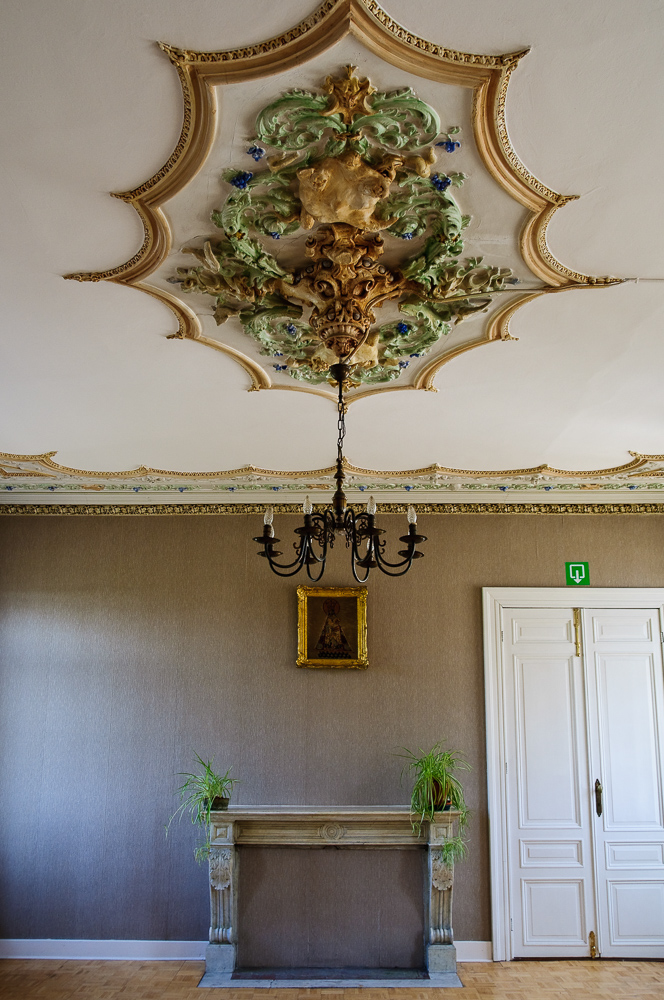
Barok stucwerk aan het plafond in een van de salons van de middenvleugel